# Генеральний секретар ЦК БКП
Генеральний секретар ЦК БКП (болг. Генерален секретар на Централния комитет на Българската комунистическа партия) — найвища керівна посада в Болгарській комуністичній партії, яка правила країною 9 вересня 1944 до 10 листопада 1989 року.
| № | Ім'я             | Мандат            | Мандат            |
| - | ---------------- | ----------------- | ----------------- |
| № | Ім'я             | з                 | до                |
| 1 | Георгій Димитров | 11 серпня 1948    | 2 липня 1949      |
| 2 | Вилко Червенков  | 2 липня 1949      | 4 березня 1954    |
| 3 | Тодор Живков     | 4 березня 1954    | 10 листопада 1989 |
| 4 | Петро Младенов   | 10 листопада 1989 | 2 лютого 1990     |